# غيرد تسيفه
غيرد تسيفه (بالألمانية: Gerd Zewe)‏ (مواليد 13 يونيو 1950) هو لاعب كرة قدم. يلعب مع منتخب ألمانيا الغربية لكرة القدم. سبق له أن لعب في كأس العالم لكرة القدم مع منتخب بلاده.

## روابط خارجية
- غيرد تسيفه على موقع قاعدة بيانات كرة القدم.إي يو (الإنجليزية)
- غيرد تسيفه على موقع بيانات كرة القدم. دي إي (الألمانية)
- غيرد تسيفه على موقع ناشيونال فوتبول تيمز (الإنجليزية)
- غيرد تسيفه على موقع عالم كرة القدم.نت (الإنجليزية)